# 大兴镇 (长岭县)
大兴镇，是中华人民共和国吉林省松原市长岭县下辖的一个乡镇级行政单位。

## 行政区划
大兴镇下辖以下地区：
大兴村、中兴村、宝兴村、光荣村、四方村、先进村、义洲村、金山村、永胜村、万福村、顺山村、义和村、八付村、杜家村和保安村。